# Метелица (команда)
«Метелица» — женская полярная научно-исследовательская лыжная команда, созданная Валентиной Кузнецовой в 1966 году, впоследствии Международная общественная организация «Международный полярный экспедиционно-спортивный центр „Метелица“».

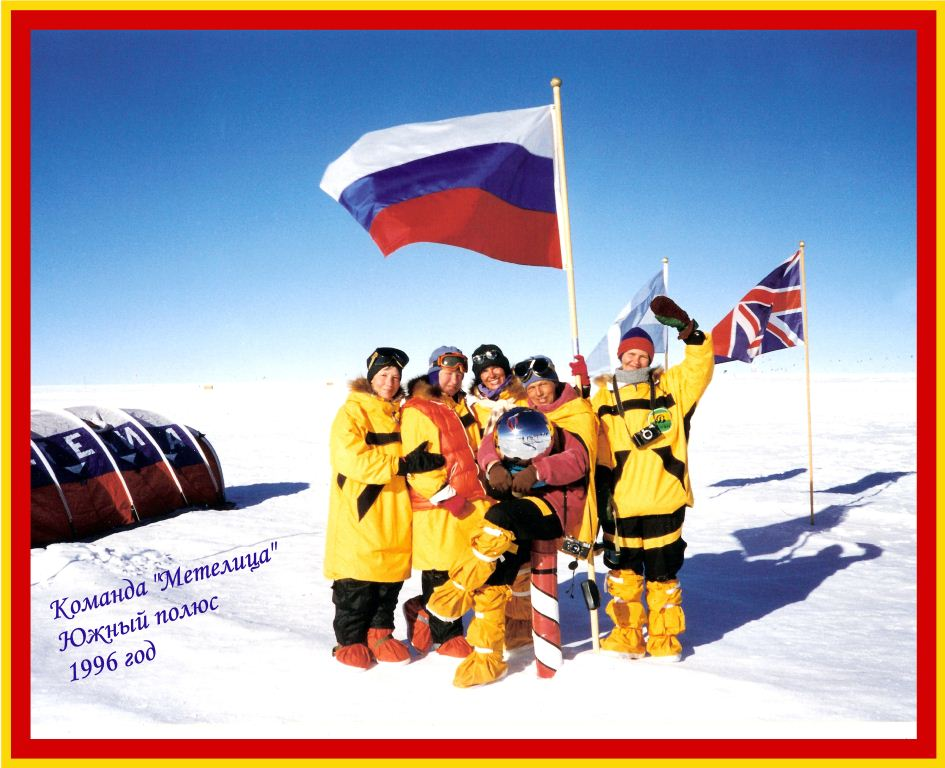
«Метелица» на Южном полюсе Земли

## Экспедиции
- 1966 год — Москва — Ленинград (декабрь — 7,5 сут., 725 км)
- 1968 год — Москва — Смоленск (февраль — 5 суток, 400 км)
- 1969 год — Москва — Ленинград — Хельсинки — Турку — Тампере — Торнио (январь−февраль — 33 суток, 2600 км)
- 1974 год — Хальмер-Ю — Амдерма (апрель−май — 13 суток, 300 км)
- 1975 год — Восточное побережье Таймыра (бухта Т. Прончищевой — м. Челюскин, апрель−май)
- 1976 год — Мыс Челюскин — Северная Земля (апрель−май)
- 1977 год — Земля Франца-Иосифа (о. Греэм — Белл — о. Куна — о. Грили — о. Хейса, апрель−май)
- 1979 год — Земля Франца-Иосифа (о. Рудольфа — Британский канал — м. Армитидж — о. Луиджи — о. Хейса, апрель−май — 10 суток, 300 км)
- 1981 год — Земля Франца-Иосифа (о. Рудольфа — о. Хейса, апрель−май)
- 1985 год — Хальмер-Ю — Усть-Кара (апрель−май)
- 1986 год — Земля Франца-Иосифа (о. Гукера — пр. Аллен — Юнг — о. Ф. Нансена — о. Солсбери — пр. Кука — о. Чамп — о. Хейса, апрель−май)
- 1987 год — Земля Франца-Иосифа (о. Хейса — о. Пайера — о. Рудольфа, апрель−май)
- 1988 год — I Антарктида (ст. Молодёжная, рекогносцировка, февраль)
- 1988—1989 годы — II Антарктида (ст. Молодёжная — перелет до ст. Мирный и далее — лыжный переход: ст. Мирный — ст. Комсомольская — ст. Восток, декабрь−февраль — 57 дней, 1420 км)
- 1990 год — Земля Франца—Иосифа, международный состав (о. Хейса — о. Винера — о. Гукера) (апрель−май)
- 1991 год — Чукотка — Аляска, международный состав (пос. Св. Лаврентия — Уэллен — Уэлс — Ном, февраль−март). Это была вынужденная оперативная замена подготовленной экспедиции в Антарктиду из-за внезапных проблем с авиатранспортом (отставка Шеварднадзе).
- 1991 год — I автопробег — по Скандинавии (Россия, Швеция, Дания, Норвегия, Финляндия, октябрь−декабрь)
- 1993 год — Земля Франца-Иосифа (от о. Греэм-Бэлл к о. Джексона, апрель−май)
- 1993 год — II автопробег — по Скандинавии (Россия, Швеция, Дания, Норвегия, Финляндия, май−июнь)
- 1993 год — Земля Франца-Иосифа (о. Джексон — рекогносцировка зимовки Ф. Нансена и Я. Иохансена, июль)
- 1995 год — К Северному Полюсу [2] (по дрейфующим льдам, 83 — 88 градусы, март−апрель)
- 1995—1996 годы — III Антарктида (к Южному Полюсу с 87 градуса, ноябрь−декабрь−январь)
- 1997 год — III автопробег — по странам Северной Европы и Скандинавии (Россия, Финляндия, Швеция, Германия, Нидерланды, Дания, Норвегия, июль−август)
- 1998 год — IV автопробег из г. Москвы в Лапландию (Рованиеми, апрель)
- 1998—1999 годы — Передача и установка Часовни на Новой Земле.
- 2000 год — Участие в программе «Вода свидетель истории».
- 2007 год — участие в проекте компании «МВК» — «Передвижной полярный музей»
- 2007—2008 годы — участие в программе «Международного полярного года»[3]
- 2011 год — прошла первая лыжня памяти капитана команды Валентины Кузнецовой. С 2011 года лыжня стала ежегодной, и проводится в конце февраля в ландшафтном заказнике «Тропарёвский» в Москве[4].

## Книга «„Метелица“ у полюсов Земли»
Книга «„Метелица“ у полюсов Земли» написана Валентиной Кузнецовой в соавторстве с Ириной Соловьёвой в 2009—2010 году. Вышла в издательстве Paulsen 26.06.2011. В 2012 г.
Книга об истории «Метелицы» её научно-исследовательской работе, о более чем сорока годах во льдах и снегах Заполярья, на островах Северного Ледовитого океана, о невероятных лыжных походах к Северному и Южному полюсам планеты. В книге описан уникальный опыт исследовательской работы и спортивных достижений команды.
Книга «„МЕТЕЛИЦА“ У ПОЛЮСОВ ЗЕМЛИ» удостоена диплома XV Международного кинофестиваля горных и приключенческих фильмов.

## Руководство МОО МПЭСЦ «Метелица» 2011—2019 г
С 30 января 2018 г., Президентом Международной общественной организации «Международный полярный экспедиционно-спортивный центр „Метелица“» избрана Самара Светлана Александровна.

## Состав экспедиций команды «Метелица» 1966—2011 г
- Кузнецова Валентина — основатель команды руководитель полярных экспедиций «Метелицы», мастер спорта по лыжным гонкам, радиоинженер, спортивный работник Госкомспорта.
- Егорова Антонина — инженер-конструктор кафедры МАИ, мастер спорта по лыжным гонкам, помощник руководителя экспедиций «Метелицы», штурман команды.
- Соловьёва Ирина — старший научный сотрудник центра подготовки космонавтов им. Ю. А. Гагарина, кандидат психологических наук. Психолог «Метелицы», помощник руководителя полярных экспедиций. Мастер спорта СССР по прыжкам с парашютом.
- Кузнецова Татьяна — врач-физиолог, доктор медицинских наук, профессор Российского медицинского института им. Пирогова. В команде — врач, помощник руководителя экспедиции. Руководит научной и медико-биологической программами. Спортивные разряды по альпинизму и лыжам.
- Руханен (Кузина) Надежда — преподаватель, тренер-методист, мастер спорта по лыжным гонкам.
- Александрова Светлана — инженер-программист (г. Дубна), радист команды.
- Кузнецова Ирина — инженер-экономист, помощник руководителя экспедиций, спортивный разряд по лыжным гонкам, кино-фотооператор на маршруте.
- Аграновская Ольга — тренер-методист, мастер спорта по лыжным гонкам, слалом-гигант, спортивный разряд по альпинизму.
- Александрова Наталия — инженер-радист. Мастер спорта по радиоспорту, в команде базовый радист.
- Бахарева Наталия — врач-невропатолог, кандидат в мастера спорта по лыжным гонкам, в команде врач.
- Бузятова Зинаида — инженер-экономист, мастер по велоспорту.
- Диденко Римма — член Поволжского регионального отделения Всероссийской общественной организации «Русское географическое общество», инструктор по туризму, кино-фотооператор на маршруте.
- Дьяконова Татьяна — инженер-авиаконструктор, кандидат в мастера спорта по лыжным гонкам.
- Зубкова Светлана — инженер-радист, мастер спорта по радиоспорту, маршрутный радист.
- Грошенко Ольга — профессиональный оператор Свердловской киностудии, кино-фотооператор на маршруте.
- Гудим Татьяна — врач-терапевт, в команде врач, спортивный разряд по лыжным гонкам.
- Гурьева Ирина — врач-эндокринолог, доктор медицинских наук, профессор, в команде руководитель научной, медицинской программ экспериментального научного отряда 33 Советской Антарктической экспедиции 1988-89 гг.[6]
- Гурьева Светлана — спортивный работник, педагог, заместитель руководителя экспедиций, руководитель Управления по мониторингу организации и проведения XXII Олимпийских зимних игр в Сочи.
- Косырева Людмила — врач-гинеколог, в команде врач, спортивный разряд по лыжным гонкам.
- Крылова Наталья — научный сотрудник института Психологии АН СССР, кандидат психологических наук, в команде психолог на базе.
- Лисеева Зинаида — врач-терапевт, мастер спорта по туризму.
- Маркова Ангелина — врач-терапевт, мастер спорта по лыжным гонкам, в команде врач.
- Осетрова Ольга — спортивный работник, спортивный разряд по лыжным гонкам.
- Павлова Валентина — инженер-картограф, спортивный разряд по лыжным гонкам.
- Попова Галина — инженер-картограф, спортивный разряд по лыжным гонкам.
- Печенегов Сергей — специалист по квантовой электронике, кандидат технических наук, мастер спорта СССР по спортивному туризму, штурман автономных лыжных экспедиций на Северный полюс в составе команды «Арктика» под руководством Владимира Чукова (1987 г., 1989 г.), «играющий тренер» и консультант команды «Метелица» в экспедиции по дрейфующим льдам 1995 г. Награждён Федерацией туризма РФ Почетным знаком «Заслуженный путешественник России».
- Промохова Евгения — радиоинженер. В экспедиции 1991 года «Чукотка-Аляска» — координатор группы поддержки, руководитель сети дальней радиосвязи.
- Промохов Юрий — радиоинженер, кандидат технических наук, Почётный радист России. В экспедиции 1991 года «Чукотка-Аляска» — координатор маршрутной группы, оператор дальней радиосвязи.
- Романов Борис — заведующий кафедрой физподготовки I Медицинского института, заслуженный мастер спорта по альпинизму, тренер команды «Метелица».
- Ревтова Татьяна — инженер-радист, мастер спорта по радиоспорту, в команде радист на маршруте.
- Сергеева Ольга — врач — акушер-гинеколог, в команде врач на базе.
- Титова Людмила — спортивный работник, заслуженный мастер спорта по конькобежному спорту, олимпийская чемпионка, в команде помощник руководителя экспедиции.
- Томашевская Марина — инженер, доктор техн. наук. Спортивный разряд по альпинизму.
- Федоткина Ольга — врач-терапевт, кандидат в мастера спорта по лыжным гонкам и альпинизму, в команде врач.
- Хотулёва Марина — кандидат химических наук, эколог, руководитель экологической консалтинговой организации, мастер спорта по лыжным гонкам[7].
- Хованцева Елена — врач-травматолог, сотрудник центра реабилитации спортсменов, в команде врач, мастер спорта по лыжным гонкам.
- Цветкова Светлана — инженер-радист, в команде помощник руководителя.
- Шацкая Валентина — метеоролог, мастер спорта по туризму, в команде штурман.
- Щербакова Наталия — врач-офтальмолог, окружной офтальмолог Зеленоградского округа Москвы, в команде врач, спортивный разряд по лыжным гонкам.

## Проекты «Метелицы»
Первый шаг